# Zwevegem
Zwevegem ist eine belgische Gemeinde in der Provinz Westflandern. Die Gemeinde zählt 25.785 Einwohner (Stand 1. Januar 2024) und hat eine Größe von 63,26 km². Zur Gemeinde Zwevegem gehören die Ortsteile Zwevegem, Heestert, Moen, Otegem und Sint-Denijs.

## Sehenswertes
In der Gemeinde stehen drei Windmühlen, die Stenen Mühle, die Mortiers Mühle und die Mühle ter Claere. Die Stenen Mühle wurde im Jahre 1798 gebaut und ist seit 1974 Eigentum der Gemeinde. Die Kornmühle wurde restauriert. Das Mahlwerk ist nicht mehr vorhanden. Die Mortiers Mühle wurde wahrscheinlich 1794 gebaut und die Mühle ter Claere wurde 1854 gebaut.

## Städtepartnerschaften
Partnerschaften bestehen mit den Gemeinden:
- Lorsch, Deutschland
- Le Coteau, Frankreich (Département Loire)

## Söhne und Töchter der Gemeinde
- Joseph Nuttin (1909–1988), Psychologe und Hochschullehrer
- Marcel Kint (1914–2002), Berufs-Radfahrer
- Lionel Van Brabant (1926–2004), Radrennfahrer
- Dirk Baert (* 1949), Radrennfahrer
- Gella Vandecaveye (* 1973), Judoka
- Robin Orins (* 2002), Radrennfahrer, geboren in Heestert